# Resolució 1728 del Consell de Seguretat de les Nacions Unides
La Resolució 1728 del Consell de Seguretat de les Nacions Unides fou adoptada per unanimitat el 15 de desembre de 2006. Després de reafirmar totes les resolucions sobre el conflicte de Xipre, en particular la Resolució 1251 (1999), el Consell va prorrogar el mandat de la Força de les Nacions Unides pel Manteniment de la Pau a Xipre (UNFICYP) durant sis mesos fins al 15 de juny de 2007.

## Resolució

### Observacions
El Consell de Seguretat va demanar a Xipre i Xipre del Nord que abordessin amb urgència la qüestió humanitària de les persones desaparegudes. Va assenyalar la valoració de Secretari General Kofi Annan que la situació de seguretat era estable i la situació al llarg de la Línia Verda era de tranquil·litat.
Es va instar a ambdues parts a abstenir-se d'accions que augmentessin la tensió. Els membres del Consell van valorar el treball del Secretari General Adjunt Ibrahim Gambari per tal de concloure un acord sobre els principis d'una federació bi-federal i bi-comunal per a una solució al conflicte. També va donar la benvinguda als creuaments de grecoxipriotes al nord i de turcoxipriotes al sud i l'obertura de punts de creuament addicionals, inclòs el carrer Ledra.
Hi havia preocupació que les oportunitats de debat públic sobre el futur de l'illa s'havien tornat menors, i la resolució va reafirmar la responsabilitat del Consell d'aconseguir un acord integral del conflicte. A més, es va acollir el progrés de desminatge a la zona de Nicòsia juntament amb els esforços de la UNFICYP per estendre el desminatge als camps de mines de les Forces Turques.
La resolució va donar la benvinguda als esforços de les contribucions de Grècia i Xipre a l'operació de manteniment de la pau i els esforços relacionats amb la prevenció del VIH/SIDA en la missió de manteniment de la pau.

### Actes
L'extensió del mandat de la UNFICYP, la resolució va elogiar els esforços de les Nacions Unides a Xipre durant els últims deu anys, donant suport als darrers esforços de la UNFICYP per implementar la política d'explotació sexual. Va instar al costat turcoxipriota a restaurar l'statu quo militar que existia a Strovilia abans del 30 de juny del 2000.
El Consell va donar suport a les converses bimensionals i va demanar al Secretari General que informés abans de l'1 de juny de 2007 sobre els progressos realitzats.